# Ken Ilsø
Ken Ilsø Larsen est un footballeur danois, né le 2 décembre 1986 à Copenhague. Il évolue au poste d'attaquant. Il est également le frère de l'acteur Marco Ilsø.

## Palmarès
Vierge

## Statistiques
| Saison    | Club               | Pays                  | Championnat         | Coupes nationales | Coupes d'Europe | Danemark |
| --------- | ------------------ | --------------------- | ------------------- | ----------------- | --------------- | -------- |
| 2005-2006 | SC Heerenveen      | Eredivisie            | 1 match             | 1 match           | -               | -        |
| 2006-2007 | SC Heerenveen      | Eredivisie            | -                   | -                 | -               | -        |
| 2007-2008 | SønderjyskE        | 1st Division          | 20 matchs / 3 buts  | -                 | -               | -        |
| 2008-2009 | SønderjyskE        | SAS Ligaen            | 28 matchs / 9 buts  | -                 | -               | -        |
| 2009-2010 | SønderjyskE        | SAS Ligaen            | 4 matchs            | -                 | -               | -        |
| 2009-2010 | FC Midtjylland     | SAS Ligaen            | 25 matchs / 4 buts  | ?                 | -               | -        |
| 2010-2011 | FC Midtjylland     | SAS Ligaen            | 14 matchs / 4 buts  | ?                 | -               | -        |
| 2010-2011 | Fortuna Düsseldorf | 2.Bundesliga          | 16 matchs / 7 buts  | -                 | -               | -        |
| 2011-2012 | Fortuna Düsseldorf | 2.Bundesliga          | 26 matchs / 4 buts  | 2 matchs          | -               | -        |
| 2012-2013 | Fortuna Düsseldorf | Bundesliga            | 27 matchs / 2 buts  | 2 matchs          | -               | -        |
| 2013-2014 | VfL Bochum         | 2.Bundesliga          | 17 matchs / 2 buts  | 1 match           |                 |          |
| 2014      | Guangzhou RF       | Chinese Superleague   | 10 matchs / 2 buts  |                   |                 |          |
| 2015      | Home United        | S. League             | 19 matchs / 11 buts | 6 matchs / 2 buts |                 |          |
| 2016      | Home United        | S. League             | 22 matchs / 19 buts | 7 matchs / 4 buts |                 |          |
| 2017-     | Kedah FA           | Super League Malaysia | 9 matchs / 5 buts   |                   |                 |          |

Dernière mise à jour le 19 mai 2013